# Tadeo Jones
Tadeo Jones es un personaje de animación que fue creado en 2001 por Enrique Gato quien, tras acabar su anterior proyecto personal (Bicho, 1999), decidió crear un nuevo personaje para dar mayor dinamismo al de sus anteriores trabajos. En un principio era una prueba para saber cómo dar dinamismo a sus futuros proyectos, pero su creador se dio cuenta de que podría hacerse una historia con él como protagonista. El primer cortometraje protagonizado por el personaje, Tadeo Jones, se convirtió en el corto español de animación más premiado de la historia. Su aspecto físico está influido por varios personajes como Indiana Jones o Superlópez. Posteriormente se llevó a la gran pantalla bajo el título Las aventuras de Tadeo Jones. Producida entre Lightbox Entertainment, Telecinco Cinema, El Toro Pictures, Ikiru Films y Telefónica Producciones en coproducción con Media Networks y la participación de AXN, Televisió de Catalunya, Grupo Intereconomía, Mediaset España y Canal +, la distribución se llevó a cabo por la filial en España de Paramount Pictures. La película se estrenó en agosto de 2012, siendo un éxito de taquilla.
El actor de doblaje David García Vázquez le dio voz en el primer cortometraje, aunque no tenía diálogos, y en el segundo, ya con diálogos, fue Jordi Brau. Tiene una novia, llamada Sara Lavrof, como se muestra en Las aventuras de Tadeo Jones.

## Personaje

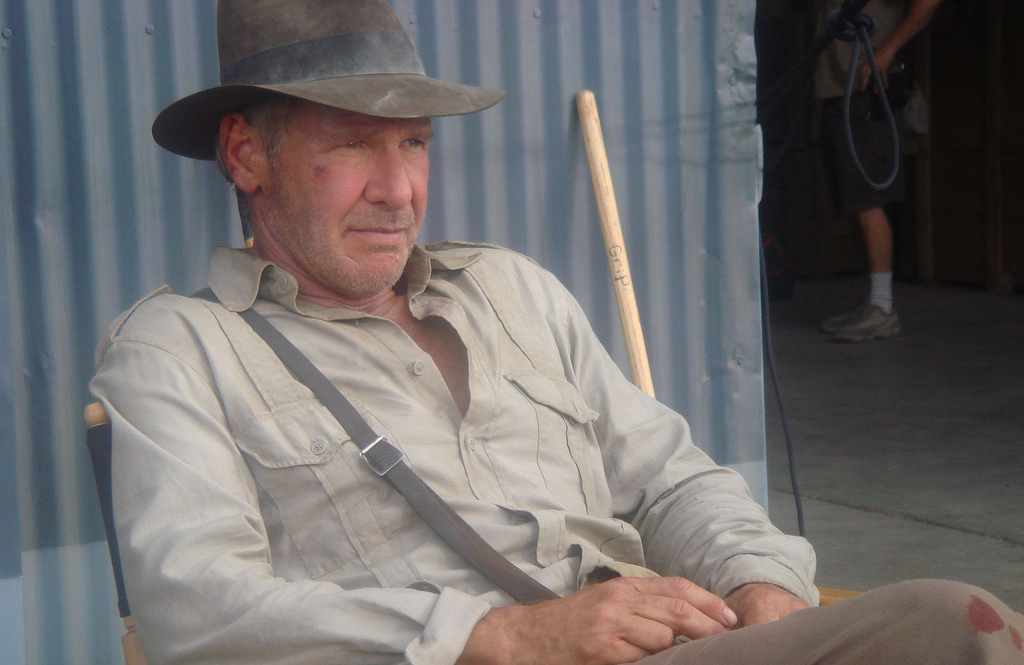
El director buscaba darle a su obra un toque con más humor y acción, por lo creó a un personaje que parodiara a Indiana Jones. El sombrero y el esquema de la camisa de color claro y sus pantalones oscuros de Tadeo Jones se basan en el personaje. En la imagen se observa a Harrison Ford caracterizado como Indiana Jones durante el rodaje de Indiana Jones y el reino de la calavera de cristal.

Tadeo Jones es un obrero de la construcción en Chicago que quiere convertirse en un famoso arqueólogo y con facilidad para meterse en líos. Enrique Gato decidió crear un nuevo personaje para dar mayor dinamismo al de sus anteriores trabajos, y se le ocurrió hacer una parodia de Indiana Jones. El personaje fue creado a partir del programa 3ds Max. David García dio voz al personaje en el primer cortometraje, en donde no hablaba pero hacía exclamaciones y murmullos, y en la segunda por Jordi Brau, en donde sí hablaba. Sus amigos en algunas de sus aventuras son Sara, una intrépida arqueóloga (parodia de Lara Croft); Belzoni, un loro mudo con mucho carácter; Freddy, guía con un abrigo multiusos y Jeff, su perro.

### Creación
La creación del personaje de Tadeo Jones se produjo cuando, en 2001, Enrique Gato buscaba darle a su obra un toque de mayor de humor y acción que sus anteriores trabajos, ya que había notado en Bicho —otro corto suyo— movimientos muy estáticos, por lo que optó por parodiar a Indiana Jones. Sin embargo, el proyecto no empezaría hasta dos años después cuando comenzó a redactar el guion que le serviría para llevarlo a la gran pantalla.

### Desarrollo

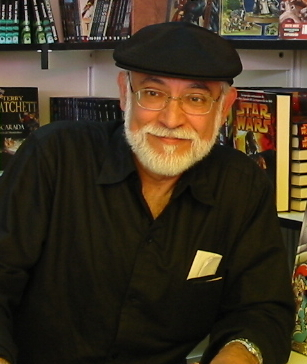
La productora le propuso en 2008 al historietista Jan la realización de dos cómics (Tadeo Jones y el secreto de Toaclum y Tadeo Jones en el Rally París-Paká). En la imagen se observa a Jan firmando unos álbumes de Superlópez en la Feria del Libro de Madrid en el año 2006.

En un primer momento, el modelo era muy sencillo y con él se hizo una prueba de animación facial, con 4 gestos básicos, y un test de animación usado como teaser, observando el director que había opciones para convertirse en el protagonista de un cortometraje. Para el segundo cortometraje, el director quería mostrar algo sobre la vida personal del personaje, algo que no se mostraba en el anterior como era el barrio donde vive y sus gustos alimenticios, hamburguesa. Los realizadores montaron en abril de 2008 su propio estudio de animación Lightbox Entertainment para producir películas de animación 3D para un mercado global. A partir de ese momento comenzaron a realizar el largometraje Las aventuras de Tadeo Jones con Tadeo como protagonista, en él Tadeo es un obrero de la construcción que en sus ratos libres se dedica a la arqueología. Las dos historietas realizadas por Jan para promocionar el largometraje protagonizado por Tadeo, sirvieron como guiones gráficos para este largometraje. Gato también intentó llevarlo al terreno de los videojuegos, pero el resultado no fue como esperaba y decidió abandonar la idea.

### Aspecto físico
La nariz alargada, la gran boca y las extremidades desproporcionadas del personaje de Tadeo Jones se inspira en los diseños del dibujante de cómic Juan López Fernández (JAN). La figura se inspira principalmente en Indiana Jones, como se puede ver en su sombrero y el esquema de su camisa de color claro y sus pantalones oscuros. Sin embargo, se le da un aire de boy-scout para simbolizar su mentalidad infantil, como es con el uso de una mochila.

### Animación
A la hora de animar al personaje, se hicieron tres formas basadas en la misma forma geométrica, una con toda la vestimenta, otra sin sombrero y camisa y la última sólo con las botas y los calzoncillos. La animación se realizó en Character Studio, sin adaptarse el volumen de las piezas. La cabeza es independiente, para los ojos también tenían una geometría independiente y los párpados unos controles específicos. Uno de los problemas fue que no querían que el personaje perdiera el sombrero hasta el final del corto haciendo que perdiera expresividad, para ello se animó todo a excepción del sombrero y después se adaptó a Tadeo con este puesto.

### Doblaje
David García dio voz al personaje en el primer cortometraje, en donde no hablaba pero hacía exclamaciones y murmullos, y en la segunda por Jordi Brau, en donde sí hablaba. El motivo por el que Enrique Gato quiso darle voz al personaje era para experimentar cómo sería la voz del personaje para realizar un proyecto más largo. En los largometrajes y en la serie Descubre con Tadeo, está doblado por Óscar Barberán.

## Biografía ficticia
Tadeo Jones es un obrero nacido en Valladolid, España, que reside en Chicago, Estados Unidos, y sueña ser como Max Mordon, el mejor arqueólogo del mundo. En Tadeo Jones se introduce en una atracción de feria que se trata de una milenaria pirámide para conseguir un tesoro. En Tadeo Jones y el sótano maldito observa desde su casa que han raptado un perro y descubre que se trata de una empresa que mata animales para luego usar su carne para hacer hamburguesas presidida por un sumo sacerdote que engaña a sus fieles haciéndoles creer que son sacrificios para una diosa. En el largometraje, a su mentor, el profesor Humbert, le ha enviado el profesor Lavrof una de las partes de una tablilla de piedra que lleva a la Ciudad Perdida de Paititi y su tesoro, su mentor no puede hacer el viaje y a Lavrof le han secuestrado los hombres de Kopponen. Para conseguirlo le ayudan Sara, Freddy, Jeff, Belzoni y Max Mordon.

### En otros medios
En el cómic Tadeo Jones y el secreto de Toaclum se va a las selvas mexicanas, haciéndose pasar por un arqueólogo profesional, a la búsqueda de un tesoro que le haga convertirse en un famoso arqueólogo. En el cómic Tadeo Jones en el rally París-Paká Sara le pide a Tadeo que vaya, junto a su perro Jan, al rally París-Paká para perseguir a un explorador de tesoros arqueológicos, llamado Max Mordon, que quiere conseguir el libro de Maitonínides para conquistar el mundo. En ambas historietas le ayuda la arqueóloga Sara Soft y, en la segunda, también les acompaña un perro llamado Jan.

## Recepción
En palabras de Nicolás Matji, la clave del éxito de Tadeo es la ternura que transmite así como el humor que rodea sus aventuras. Los cortometrajes se han convertido en dos de los españoles animados con mayor cantidad de premios a nivel internacional. Los autores del libro Body Language: Advanced 3D Character Rigging afirman que tanto Tadeo como los personajes de los dos cortometrajes son un buen ejemplo de animación avanzada. Según Marta Martín Núñez, el que se trate de un personaje animado permite al director que pueda mostrar con más facilidad que, en el primer cortometraje, pueda observa el espectador que no es real la aventura que está viviendo.